# Schacholympiade 2018
Die Schacholympiade 2018 war ein Mannschaftsturnier im Schach, das vom 23. September bis 6. Oktober 2018 im georgischen Batumi ausgetragen wurde.
Es war die 43. Schacholympiade des Weltschachbundes FIDE. Die Entscheidung für die Austragung in Batumi fiel im August 2014, Mitbewerber war das südafrikanische Durban. Am Rande der Schacholympiade fand eine Versammlung der Schachverbände statt, auf welcher Arkadi Dworkowitsch zum neuen FIDE-Präsidenten gewählt wurde.
In beiden Teilturnieren gewannen die Mannschaften der Volksrepublik China die Goldmedaille. Im „offenen Turnier“ ging Silber an den Titelverteidiger aus den USA, Bronze an Russland. Im Frauenturnier folgten auf die Chinesinnen die Mannschaft aus der Ukraine und die erste Mannschaft Georgiens.
Den Gaprindashvili-Cup für das beste kombinierte Ergebnis aus beiden Turnieren gewann China vor Russland und der Ukraine.

## Austragungsmodus
Es wurden zwei Wettkämpfe gespielt: Ein reines Frauen-Turnier und ein so genanntes offenes Turnier, in dem sowohl Frauen als auch Männer spielberechtigt waren. De facto spielten im offenen Turnier fast ausschließlich Männer; Ausnahmen waren Singapur mit Gong Qianyun, Guernsey (Gerda Nevska) und Bahamas (Polina Karelina). Beide Wettkämpfe gingen über 11 Runden und wurden nach dem Schweizer System ausgetragen.
Jeder Kader bestand aus fünf Spielern. Zu jedem Mannschaftsmatch wurde daraus eine Mannschaft von vier Spielern gebildet, wovon jeder gegen einen Spieler der gegnerischen Mannschaft antrat. Die Punkte der vier Spieler wurden addiert. Die Mannschaft, die mehr Brettpunkte erzielte, gewann das Match und erhielt 2 Mannschaftspunkte. Ein 2:2-Unentschieden wurde mit einem Mannschaftspunkt für beide Mannschaften gewertet.
An jedem Tag des Wettkampfs wurde eine Runde ausgetragen, wobei am 29. September (nach der 5. Runde) ein Ruhetag eingeschoben wurde. Die Bedenkzeit betrug für jeden Spieler 90 Minuten für die ersten 40 Züge plus 30 Minuten für den Rest der Partie bei einer Zeitgutschrift (Inkrement) von 30 Sekunden pro Zug. Remisangebote waren erst ab dem 31. Zug zulässig.
Hauptschiedsrichter war Panagiotis Nikolopoulos (Griechenland). Gespielt wurden 7292 Partien (2967 Weißsiege, 2581 Schwarzsiege, 1666 Remis, 78 kampflos).

## Teilnehmende Mannschaften
An der Olympiade nahmen im Offenen Turnier 184 Mannschaften teil, im Turnier der Damen 149 Teams. Beides waren neue Rekordwerte. Unter den Teilnehmern befanden sich je drei Mannschaften des Gastgebers Georgien sowie die Auswahlmannschaften der internationalen Schachverbände der Blinden, der Körperbehinderten und der Gehörlosen. Die beiden außerdem angemeldeten Mannschaften aus Pakistan sowie die Damen-Mannschaft von Dschibuti traten nicht an.
Erstmals waren die Kapverdischen Inseln, Liberia, Nauru, Osttimor und Zentralafrika vertreten. Am Turnier der Damen nahmen die Bahamas, die Bermudas, die Elfenbeinküste sowie das Kosovo, Gabun, Gambia, Mauritius, São Tomé und Príncipe, Senegal, Sierra Leone und Zentralafrika erstmals teil.
Die stärksten Mannschaften des offenen Turniers waren USA, Russland, China, Aserbaidschan und Indien – alle mit einem Elo-Durchschnitt über 2700. Damit wurde das Teilnehmerfeld seit dem Zerfall der Sowjetunion 1992 erstmals nicht von Russland angeführt. Im Frauen-Turnier bildeten die Teams aus Russland, Ukraine, China, Georgien und Indien die Spitze des Teilnehmerfeldes. Die zu Turnierbeginn am höchsten klassifizierten Einzelspieler waren Fabiano Caruana (USA) im offenen Turnier bzw. Ju Wenjun (China) im Frauen-Turnier. Die Weltranglistenersten der Männer (Magnus Carlsen, Norwegen) und Frauen (Hou Yifan, China) verzichteten jeweils auf eine Teilnahme.
Insgesamt waren 1090 Titelträger am Start, davon 266 Großmeister und 66 Großmeister der Frauen.

## Turnierverlauf

### Offenes Turnier
Die Paarungen der ersten Runde wurden nach einer Setzliste aufgrund der Elo-Zahlen der Spieler festgelegt. In ausnahmslos allen Matches setzten sich die favorisierten Mannschaften durch, häufig mit dem Maximalergebnis von 4:0. Dies setzte sich auch in den folgenden beiden Runden fort. Zu den wenigen Überraschungen in der Anfangsphase des Turniers gehörte das Unentschieden der Mannschaft aus Albanien gegen die deutlich höher eingeschätzten Ungarn.
Der Titelverteidiger USA legte einen überzeugenden Start hin: Die starken Niederländer wurden in Runde 3 mit 3:1 besiegt, in Runde 4 gelang ein 2½ : 1½ gegen den Mitfavoriten Indien. Erst in der fünften Runde wurde der Durchmarsch der Amerikaner durch das israelische Team gestoppt (2:2). In der ersten Turnierhälfte überraschten vor allem Polen und Tschechien. Das tschechische Team konnte die starken Mannschaften aus Iran und China besiegen. Polen schaffte mit den beiden Stars Jan-Krzysztof Duda und Radoslaw Wojtaszek gar Siege gegen Russland und Frankreich. Nach 5 von 11 Runden bildeten diese beiden Teams zusammen mit den Mitfavoriten Aserbaidschan und Ukraine die Tabellenspitze. Die deutsche Nationalmannschaft lag nach Siegen über Syrien, Myanmar, Ungarn und Moldawien sowie einem Unentschieden gegen Serbien auf einem ausgezeichneten siebten Platz.
Auch nach dem Ruhetag konnten die Deutschen an ihre Leistungen anknüpfen und gegen die favorisierten Teams aus Israel, den Niederlanden und Frankreich jeweils ein 2:2 erreichen und gegen Spanien sogar gewinnen. Besonders überzeugte Daniel Fridman, der fünf Partien in Folge gewann. Liviu-Dieter Nisipeanu hielt am Spitzenbrett fast alle Partien remis und konnte gegen den Sechsten der Weltrangliste Maxime Vachier-Lagrave (Frankreich) sogar gewinnen. In der Zwischenzeit eroberte das Team der USA durch einen Sieg gegen die starke Mannschaft aus Aserbaidschan vorübergehend die Tabellenführung zurück, musste sich aber bereits in der folgenden Runde überraschend gegen Polen geschlagen geben, die ihrerseits in Runde 10 gegen China unterlagen. Folglich konnte sich bis zuletzt keine der Topmannschaften entscheidend absetzen.
Die traditionell als Topfavoriten gehandelten Russen blieben mit Punktverlusten gegen Polen, Indien und Serbien zunächst hinter den Erwartungen zurück. Viele – unter anderem auch Magnus Carlsen – vermuteten, dass Russland nicht mit der bestmöglichen Mannschaft angereist war. Spieler wie Pjotr Swidler und Alexander Grischtschuk wurden schmerzlich vermisst. Erst durch einen Sieg über Italien in der 9. Runde konnte die russische Mannschaft zur Spitze des Feldes aufschließen.
Am letzten Tag des Turniers hatten die USA und China einen kleinen Vorsprung von lediglich einem Punkt vor dem Rest des Feldes. Diese beiden Teams trafen auf einander. Der Gewinner des Matches würde die Goldmedaille erhalten. Lediglich bei einem Unentschieden konnten sich die Verfolger Polen, Frankreich und Russland noch Chancen auf einen Turniersieg ausrechnen – und in der Tat endete die Begegnung 2:2. Bei den Verfolgern endeten fast alle Partien an den Spitzenbrettern mit Remis. Lediglich der Russe Jan Nepomnjaschtschi konnte seine Partie an Brett 2 gegen den Franzosen Etienne Bacrot gewinnen und dadurch die Aufholjagd der Russen krönen. Wegen der schlechteren Sonneborn-Berger-Wertung reichte es trotzdem für die Russen nur für Bronze hinter den Chinesen (Gold) und Titelverteidiger USA (Silber).
Nach einem Unentschieden im letzten Spiel gegen Armenien musste sich das deutsche Team mit dem 13. Rang zufriedengeben, was angesichts der starken Gegner dennoch als Erfolg zu werten war. Bemerkenswert ist, dass die deutsche Nationalmannschaft der einzige Teilnehmer war, der keine einzige Mannschaftsniederlage hinnehmen musste. Erfolgreichster deutscher Einzelspieler war Daniel Fridman mit 7,5 Punkten aus 9 Partien, was einer Elo-Performance von 2814 Punkten entspricht. Im gesamten Turnier gab es nur vier Spieler, die besser abschnitten.

#### Endstand
| Platz | Team                | Mannschaftspunkte |
| ----- | ------------------- | ----------------- |
| 1     | Volksrepublik China | 18                |
| 2     | Vereinigte Staaten  | 18                |
| 3     | Russland            | 18                |
| 4     | Polen               | 17                |
| 5     | England             | 17                |
| 6     | Indien              | 16                |
| 7     | Vietnam             | 16                |
| 8     | Armenien            | 16                |
| 9     | Frankreich          | 16                |
| 10    | Ukraine             | 16                |
|       |                     |                   |
| 13    | Deutschland         | 16                |
| 14    | Österreich          | 16                |
|       |                     |                   |
| 34    | Schweiz             | 14                |
|       |                     |                   |
| 71    | Belgien             | 12                |
|       |                     |                   |
| 88    | Luxemburg           | 11                |
|       |                     |                   |
| 131   | Liechtenstein       | 9                 |
| …     | …                   | …                 |

#### Beste Einzelspieler
Die Brettpreise wurden nach individueller Elo-Performance vergeben, wobei mindestens 8 Partien vorausgesetzt werden.
- Brett 1: Ding Liren (China) (Performance: 2873)
- Brett 2: Nguyễn Ngọc Trường Sơn (Vietnam) (Performance: 2804)
- Brett 3: Jorge Cori (Peru) (Performance: 2925)
- Brett 4: Daniel Fridman (Deutschland) (Performance: 2814)
- Ersatzspieler: Anton Korobow (Ukraine) (Performance: 2773)

### Frauen
Auch im Turnier der Frauen gab es bereits in der zweiten Runde eine Überraschung durch die Niederlage der auf Position 1 gesetzten Russinnen gegen Usbekistan. Die deutsche Frauen-Nationalmannschaft tat sich von Anfang an schwer und kam in Runde 2 gegen Georgien 3 ebenso wenig über ein Unentschieden hinaus, wie in Runde 3 gegen Israel.
Die Führung im Frauen-Turnier hatten die meiste Zeit die Chinesinnen inne und gingen auch als einziges Team ungeschlagen in die letzte Runde, in der sie auf Russland trafen. Im Verfolgerduell trafen die Ukraine und USA aufeinander, die beide einen Punkt Rückstand auf China hatten. Ebenfalls einen Punkt Rückstand hatte die Mannschaft aus Armenien, die ihr letztes Spiel gegen die erste Mannschaft aus Georgien bestreiten mussten. Da die Ukraine relativ ungefährdet ihr Match gegen die USA 3:1 gewinnen konnte und es lange Zeit nach einem sicheren Sieg von Russland gegen China aussah, schienen die Ukrainerinnen schon als sichere Goldmedaillengewinnerinnen festzustehen. Aber Olga Girya vergab einen klaren Sieg am Brett 4, so dass alles an Russlands Spitzenspielerin hing. Alexandra Kostenjuk hatte eigentlich alle Karten für ein Remis in der Hand, wähnte die dreifache Stellungswiederholung schon erreicht und reklamierte dies beim Schiedsrichter. Dieser stellte fest, dass die Reklamation unberechtigt war. Kostenjuk, die von ihrem eigenen Irrtum sichtlich getroffen war, griff fehl und versuchte sich noch erfolglos in eine Pattkombination zu retten. Letztlich konnte sie ihre eigene Niederlage und das Unentschieden ihrer Mannschaft gegen China nicht verhindern. Dadurch konnte sich China doch noch die Goldmedaille vor der Ukraine sichern. Bronze ging an die Gastgeberinnen aus Georgien, Russland wurde Vierter.

#### Endstand
| Platz | Team                | Mannschaftspunkte |
| ----- | ------------------- | ----------------- |
| 1     | Volksrepublik China | 18                |
| 2     | Ukraine             | 18                |
| 3     | Georgien 1          | 17                |
| 4     | Russland            | 16                |
| 5     | Ungarn              | 16                |
| 6     | Armenien            | 16                |
| 7     | Vereinigte Staaten  | 16                |
| 8     | Indien              | 16                |
| 9     | Georgien 2          | 16                |
| 10    | Aserbaidschan       | 16                |
|       |                     |                   |
| 28    | Deutschland         | 14                |
|       |                     |                   |
| 32    | Schweiz             | 13                |
|       |                     |                   |
| 40    | Österreich          | 13                |
|       |                     |                   |
| 46    | Luxemburg           | 13                |
|       |                     |                   |
| 98    | Belgien             | 10                |
| …     | …                   | …                 |

#### Beste Einzelspielerinnen
Die Brettpreise wurden nach individueller Elo-Performance vergeben, wobei mindestens 8 Partien vorausgesetzt werden.
- Brett 1: Ju Wenjun (China) (Performance: 2661)
- Brett 2: Marija Musytschuk (Ukraine) (Performance: 2616)
- Brett 3: Khanim Balajayeva (Aserbaidschan) (Performance: 2522)
- Brett 4: Marina Brunello (Italien) (Performance: 2505)
- Ersatzspielerin: Alshaeby Boshra (Jordanien) (Performance: 2568)

Den Nino Khurtsidze Award für das beste prozentuale Ergebnis einer nach 1997 geborenen Spielerin gewann Sunwoo Park aus Südkorea.

## Mannschaftsaufstellungen

### Aufstellungen der Medaillengewinner

#### Offenes Turnier
1. Platz – China
| Nummer | Spieler     | Elo  | Punkte | Partien |
| ------ | ----------- | ---- | ------ | ------- |
| 1      | Ding Liren  | 2804 | 5½     | 8       |
| 2      | Yu Yangyi   | 2765 | 7      | 11      |
| 3      | Wei Yi      | 2742 | 3½     | 7       |
| 4      | Bu Xiangzhi | 2712 | 7½     | 10      |
| 5      | Li Chao     | 2708 | 5      | 8       |
2. Platz – USA
| Nummer | Spieler          | Elo  | Punkte | Partien |
| ------ | ---------------- | ---- | ------ | ------- |
| 1      | Fabiano Caruana  | 2827 | 7      | 10      |
| 2      | Wesley So        | 2776 | 7½     | 11      |
| 3      | Hikaru Nakamura  | 2763 | 4½     | 9       |
| 4      | Samuel Shankland | 2722 | 7      | 10      |
| 5      | Ray Robson       | 2682 | 3      | 4       |
3. Platz – Russland
| Nummer | Spieler              | Elo  | Punkte | Partien |
| ------ | -------------------- | ---- | ------ | ------- |
| 1      | Sergej Karjakin      | 2760 | 6½     | 10      |
| 2      | Jan Nepomnjaschtschi | 2768 | 7½     | 10      |
| 3      | Wladimir Kramnik     | 2770 | 6½     | 9       |
| 4      | Nikita Witjugow      | 2726 | 6½     | 10      |
| 5      | Dmitri Jakowenko     | 2747 | 2      | 5       |

#### Frauenturnier
1. Platz – China:
| Nummer | Spielerin   | Elo  | Punkte | Partien |
| ------ | ----------- | ---- | ------ | ------- |
| 1      | Ju Wenjun   | 2561 | 7      | 9       |
| 2      | Shen Yang   | 2464 | 4      | 8       |
| 3      | Huang Qian  | 2446 | 7½     | 11      |
| 4      | Lei Tingjie | 2468 | 8½     | 11      |
| 5      | Zhai Mo     | 2417 | 3½     | 5       |

2. Platz – Ukraine:
| Nummer | Spielerin         | Elo  | Punkte | Partien |
| ------ | ----------------- | ---- | ------ | ------- |
| 1      | Anna Musytschuk   | 2555 | 7      | 10      |
| 2      | Marija Musytschuk | 2533 | 8      | 10      |
| 3      | Anna Uschenina    | 2451 | 5      | 9       |
| 4      | Natalja Schukowa  | 2403 | 5½     | 9       |
| 5      | Julija Osmak      | 2405 | 4½     | 6       |

3. Platz – Georgien:
| Nummer | Spielerin           | Elo  | Punkte | Partien |
| ------ | ------------------- | ---- | ------ | ------- |
| 1      | Nana Dsagnidse      | 2509 | 7½     | 10      |
| 2      | Lela Javakishvili   | 2475 | 5      | 9       |
| 3      | Nino Baziaschwili   | 2482 | 5      | 9       |
| 4      | Bela Chotenaschwili | 2469 | 7      | 9       |
| 5      | Meri Arabidse       | 2404 | 3½     | 7       |

### Deutsche Mannschaften

#### Offenes Turnier
| Nummer | Spieler                | Punkte | Partien |
| ------ | ---------------------- | ------ | ------- |
| 1      | Liviu-Dieter Nisipeanu | 5      | 9       |
| 2      | Georg Meier            | 4      | 8       |
| 3      | Matthias Blübaum       | 6      | 10      |
| 4      | Daniel Fridman         | 7½     | 9       |
| 5      | Rasmus Svane           | 4½     | 8       |

#### Frauenturnier
| Nummer | Spieler         | Punkte | Partien |
| ------ | --------------- | ------ | ------- |
| 1      | Elisabeth Pähtz | 6½     | 10      |
| 2      | Filiz Osmanodja | 5      | 10      |
| 3      | Sarah Hoolt     | 7½     | 11      |
| 4      | Zoya Schleining | 1½     | 3       |
| 5      | Judith Fuchs    | 6½     | 9       |